# Combinado nórdico nos Jogos Olímpicos de Inverno de 2010
As competições de combinado nórdico nos Jogos Olímpicos de Inverno de 2010 foram realizadas no Whistler Olympic Park. Os três eventos ocorreram entre 14 e 25 de fevereiro.

## Calendário
| Fevereiro         | 12 | 13 | 14 | 15 | 16 | 17 | 18 | 19 | 20 | 21 | 22 | 23 | 24 | 25 | 26 | 27 | 28 |
| ----------------- | -- | -- | -- | -- | -- | -- | -- | -- | -- | -- | -- | -- | -- | -- | -- | -- | -- |
| Combinado nórdico |    |    | 1  |    |    |    |    |    |    |    |    | 1  |    | 1  |    |    |    |

|  | Dia de competição |  | Dia de final |

## Eventos
- Individual (pista normal 90m + 10 km)
- Individual (pista longa 120m + 10 km)
- Equipes (pista longa 120m + 4x5km)

## Medalhistas
| Evento                                         | Ouro                                                                   | Prata                                                                      | Bronze                                                                   |
| ---------------------------------------------- | ---------------------------------------------------------------------- | -------------------------------------------------------------------------- | ------------------------------------------------------------------------ |
| Individual (pista normal 90m + 10 km) detalhes | Jason Lamy-Chappuis FRA França                                         | Johnny Spillane USA Estados Unidos                                         | Alessandro Pittin ITA Itália                                             |
| Individual (pista longa 120m + 10 km) detalhes | Bill Demong USA Estados Unidos                                         | Johnny Spillane USA Estados Unidos                                         | Bernhard Gruber AUT Áustria                                              |
| Equipes (pista longa 120m + 4x5km) detalhes    | Bernhard Gruber Felix Gottwald Mario Stecher David Kreiner AUT Áustria | Brett Camerota Todd Lodwick Johnny Spillane Bill Demong USA Estados Unidos | Johannes Rydzek Tino Edelmann Eric Frenzel Bjorn Kircheisen GER Alemanha |

## Quadro de medalhas
| Ordem | País               | Medalha de ouro | Medalha de prata | Medalha de bronze |   | Ordem por total |
| ----- | ------------------ | --------------- | ---------------- | ----------------- | - | --------------- |
| 1     | USA Estados Unidos | 1               | 3                |                   | 4 | 1               |
| 2     | AUT Áustria        | 1               |                  | 1                 | 2 | 2               |
| 3     | FRA França         | 1               |                  |                   | 1 | 3               |
| 4     | GER Alemanha       |                 |                  | 1                 | 1 | 3               |
| 4     | ITA Itália         |                 |                  | 1                 | 1 | 3               |
| TOTAL | TOTAL              | 3               | 3                | 3                 | 9 | —               |